# Listina základních práv a svobod
Listina základních práv a svobod je součást ústavního pořádku České republiky. Základní práva a svobody obsažené v Listině v zásadě vyjadřují vztah mezi státem a občanem. Práv a svobod zakotvených v Listině se zpravidla může domoci každý, jen některá práva a svobody jsou vázané na státní občanství. Obsah Listiny vychází z principů právního státu – ze svrchovanosti práva a zásady možnosti zásahů státní moci do svobod jednotlivce jen na základě a v mezích zákona. Pro všechna základní práva a svobody platí, že jsou nezadatelná, nezcizitelná, nepromlčitelná a nezrušitelná, a že jsou pod ochranou soudní moci.
Listina má 44 článků členěných do šesti hlav. Hlava první garantuje některá práva, hlava druhá obsahuje katalog základních lidských práv a svobod, hlava třetí upravuje práva národnostních menšin, hlava čtvrtá hospodářská, sociální a kulturní práva, hlava pátá se zabývá právem na soudní a jinou právní ochranu, hlava šestá pak upravuje společná ustanovení.
Listina je prvním uceleným ústavním dokumentem, který zakotvil tradiční demokratická práva a svobody. Listina je pramenem ústavního práva a je srovnatelná z hlediska právní síly s ústavními zákony, ačkoliv není jako ústavní zákon v současnosti formálně označena.
Listina vycházela především z Všeobecné deklarace lidských práv z roku 1948, Mezinárodního paktu o občanských a politických právech (1966), Mezinárodního paktu o ekonomických, sociálních a kulturních právech (1966), Evropské konvence o ochraně práv člověka a základních svobodách (1950), Evropské sociální charty, ale také z československé ústavy z roku 1920 a rakouské ústavní úpravy z roku 1867. Listina byla přijata ještě za dob federálního Československa a byla původně nesena ústavním zákonem č. 23/1991 Sb., jenž Listině zajišťoval nadústavní charakter. Při přechodu z federálního do právního řádu České republiky byla Listina od tohoto ústavního zákona oddělena a nově vyhlášena formou zvláštního usnesení Předsednictva ČNR č. 2/1993 Sb., přičemž takový postup Předsednictva ČNR v následujícím období posloužil ke zpochybnění normativní povahy Listiny jako takové.

## Právní status Listiny

### Československý právní řád
V době přípravy Listiny základních práv a svobod se úprava práv a povinností občanů nacházela v hlavě druhé československé Ústavy z roku 1960. Socialistická ústava omezovala ve srovnání s Ústavou 9. května (1948) katalog občanských práv a svobod a rozšiřovala občanské povinnosti. V případě Ústavy 9. května však existoval propastný rozdíl – zřetelný zejména v padesátých letech – mezi právy formulovanými v Ústavě a skutečností, kdy docházelo k systematickému ignorování a potlačování lidských práv a svobod. Deklarativní a ideologicky podbarvené ústavní zakotvení umožňovalo omezovat základní práva a ukládat povinnosti i prostřednictvím druhotných právních předpisů. Fakticky tak státní moc mohla vše, co právní normy nezakazovaly, zatímco občan jen to, co mu právní normy dovolovaly. Na podzim 1990 byla úprava hlavy druhé Ústavy 1960 označena politickou reprezentací jako nepoužitelná pro utváření demokratického právního řádu.
Byly zvažovány různé varianty názvu aktu – Charta, Prohlášení, Listina či ústavní zákon. Připraveno bylo přijetí dvou právních aktů – ústavního zákona, kterým se Listina uvozuje, a samotné Listiny. Tyto právní předpisy přijalo Federální shromáždění 9. ledna 1991. Ústavní zákon byl publikován jako č. 23/1991 Sb., zatímco Listina byla publikována bez čísla.
Uvozovací ústavní zákon je tvořen sedmi paragrafy. Významné bylo ustanovení uvozovacího ústavního zákona, jež určilo, že všechny československé platné právní předpisy, jejich výklad a používání musejí být v souladu s Listinou a že ustanovení, která nebudou do 31. prosince 1991 uvedena do souladu s Listinou, pozbývají tímto dnem účinnosti. Dále pak uvozovací ústavní zákon koncipoval všeobecnou právní záruku, když základní práva a svobody dal pod ochranu Ústavního soudu ČSFR. Na rozdíl od federálního Ústavního soudu nemá Ústavní soud České republiky zvláštní pravomoc rozhodovat o neúčinnosti ustanovení právních předpisů. V devadesátých letech neúčinnost některých ustanovení vyslovily i správní soudy. Uvozovací ústavní zákon vytvářel prostřednictvím svého § 1 odst. 1 nadústavní charakter Listiny.
Ústavní zákon č. 23/1991 Sb. je doposud platný a účinný v České i Slovenské republice. V České republice má však právní sílu pouze obecného zákona, a tím samotná Listina přišla o svůj nadústavní charakter, který ji zajišťoval uvozovací ústavní zákon.

### Český právní řád
Na jednání národních premiérů Václava Klause a Vladimíra Mečiara 26. srpna 1992 v Brně byla podepsána dohoda o zániku Československa ke konci roku 1992. Nejtěsnější většinou byl návrh ústavního zákona o zániku České a Slovenské Federativní Republiky přijat 25. listopadu 1992 a 31. prosince 1992 ČSFR skutečně zanikla.
16. prosince 1992 prohlásilo předsednictvo České národní rady Listinu za součást ústavního pořádku České republiky. Kvůli odporu ODS a ODA, především však premiéra Klause, který Listinu označoval za „plevel Ústavy“, nebyl katalog základních práv včleněn do samotného textu Ústavy. Za situace, kdy již byla přijata Ústava Slovenské republiky a byl určen pevný termín zániku federace, bylo nutné přijmout českou Ústavu, a tak, aby byly překonány vzájemné rozpory, byl vymyšlen a do Ústavy začleněn nový a v zásadě ne zcela vhodný pojem ústavní pořádek, který dovolil, aby se Listina sice stala součástí ústavy, ale ne přímo textu Ústavy. Akademik Viktor Knapp v roce 1993 označil vznik ústavního pořádku a připojení Listiny k polylegální ústavě za „výsledek prapodivného legislativního kompromisu“.
Ačkoliv Ústava zcela jasně vymezuje Listinu za součást ústavního pořádku České republiky, rozcházely se názory na její právní povahu. Bylo možné vysledovat pět názorů na právní povahu Listiny:
1. Listina nemá právní povahu a význam;
2. Listina je (obecným) zákonem;
3. Listina je ústavním zákonem;
4. Listina je zvláštním pramenem se silou nejméně ústavního zákona;
5. Listina je neměnným základem právního řádu České republiky.

Důvodem sporu o právní povahu Listiny je čl. 112 Ústavy a forma, jakou byla Listina prohlášena za součást českého ústavního pořádku. Za dob Československa byly uvozovací ústavní zákon a Listina dva samostatné právní texty. Uvozovací ústavní zákon č. 23/1991 Sb. byl účinností Ústavy (1/1993 Sb.) dekonstitucionalizován a stal se běžným zákonem v souladu s čl. 112 odst. 3 Ústavy. Listina však byla jako samostatný prvek československého ústavního práva (ovšem bez číselného označení) recipována jako ústavní součást českého práva čl. 1 ústavního zákona č. 4/1993 Sb.
Listina byla za součást českého ústavního pořádku prohlášena zvláštním usnesením předsednictva České národní rady. Jelikož však usnesení předsednictva ČNR není a nebylo samo o sobě normativním právním aktem, považovali někteří autoři Listinu za závaznou s odkazem na uvozovací zákon č. 23/1991 Sb., který však přišel o svou vyšší právní sílu, a tak je sice Listina součástí ústavního pořádku, ovšem již – podle některých autorů – nemá sílu ústavního zákona. Tento názor vycházel z přesvědčení, že Listinu není možné oddělit od uvozovacího zákona. Rozpor však v teorii nastal i zde, neboť pokud by bývala byla míra spojení mezi uvozovacím ústavním zákonem a Listinou natolik silná, že by bývala byla Listina dekonstitucionalizována spolu s uvozovacím zákonem, pak by se Listina stala opět ústavním zákonem s odkazem na čl. 3 a 112 Ústavy její účinností.  Samotné usnesení předsednictva ČNR mělo pouze deklaratorní charakter, stejně jako čl. 3 a 112 Ústavy – ve všech těchto případech tak byl pouze konstatován existující stav, neboť Listina platí nepřetržitě od roku 1991. V případě rozporu mezi Listinou a Ústavou má v zásadě přednost Ústava (lex posterior derogat legi priori) s výjimkou případů, kdy je rozpor v otázce základních lidských práv a svobod (nejčastější) – v tomto případě má přednost Listina (lex specialis derogat legi generali).
Ústavní zákon č. 162/1998 Sb. s účinností od ledna 1999 zdvojnásobil lhůtu, po níž může policie zadržovat lidi bez rozhodnutí soudu, z 24 na 48 hodin. Právní síla předpisu, který Listinu měnil, napověděla, že je Listina považována za ústavní zákon, a proto tak s ní bylo v souladu s čl. 9 Ústavy nakládáno. Vláda se pak v roce 2001 rozhodla spor o právní povahu Listiny definitivně vyřešit v rámci tzv. euronovely Ústavy. Nahrazení pojmu ústavní zákon v čl. 87 odst. 1 písm. a) a b) a v čl. 95 odst. 2 slovy ústavní pořádek s definitivní platností vyřešilo všechny teoretické spory o závaznost Listiny základních práv a svobod a umožnilo, aby Ústavní soud zrušil právní předpisy i pro rozpor s Listinou.
Listina je z dikce Ústavy součástí ústavního pořádku, nikoliv však Ústavy.

### Slovenský právní řád
Slovenský právní řád upravuje lidsko-právní tematiku v doposud platné Listině (uvozovací ústavní zákon s připojenou Listinou z dob federace) a v hlavě druhé Ústavy (úst. zák. č. 460/1992 Zb.). Listina byla do slovenského právního řádu recipována prostřednictvím čl. 152 slovenské Ústavy.
Druhá hlava Základní práva a svobody, které se Listina s několika podstatnými změnami stala součástí, tvoří ve slovenské Ústavě nejobsáhlejší hlavu. Podle důvodové zprávy k Ústavě měla slovenská Ústava převzít a rozvíjet úpravu obsaženou v Listině.

## Obsah Listiny

### Preambule Listiny

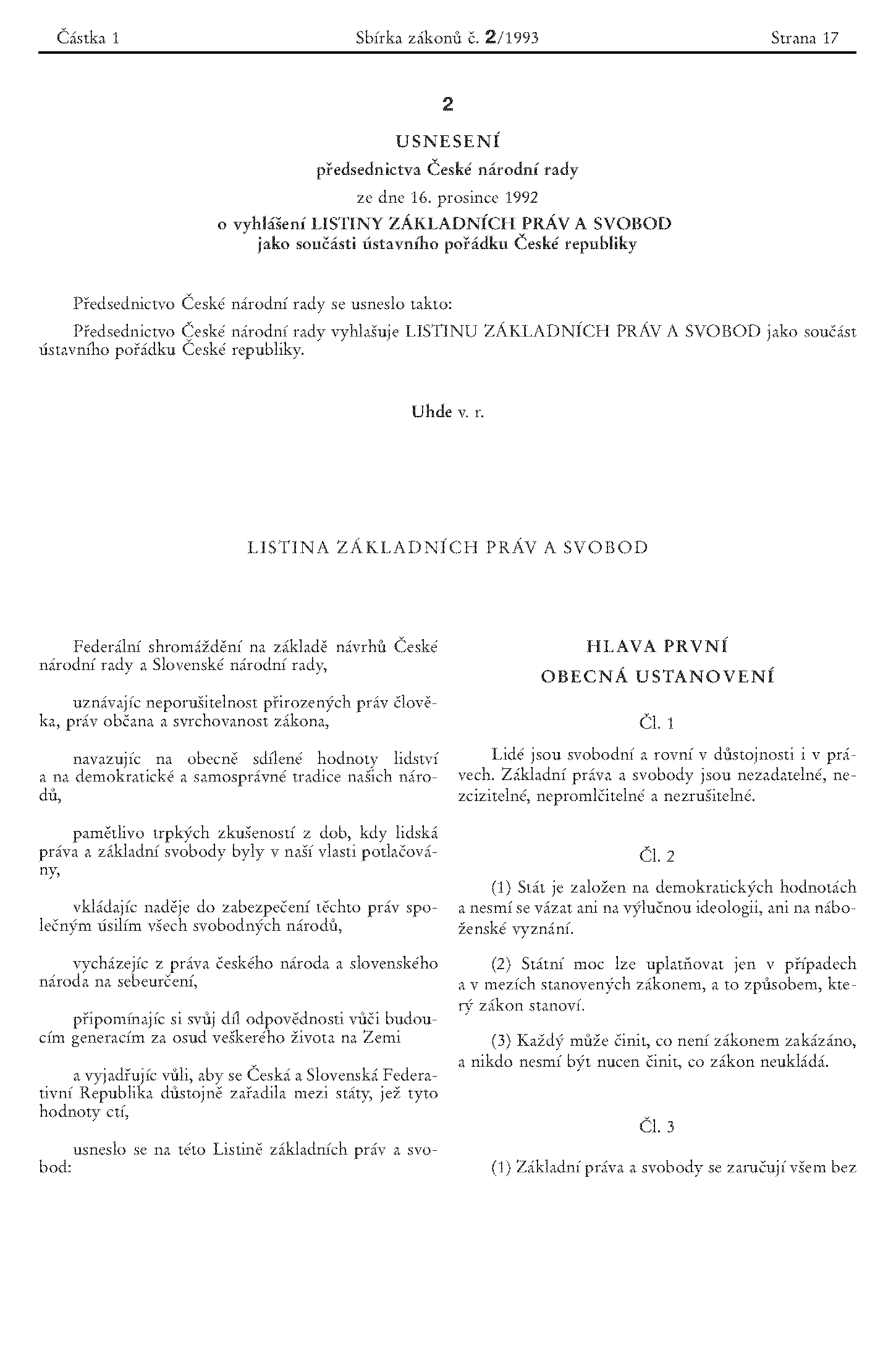
Listina ve Sbírce zákonů, první strana

Preambule Listiny představuje hodnotová východiska, na nichž stojí Česká republika. Jedná se o zásadu respektu k přirozeným právům člověka, respektu k právům občana, uznání svrchovanosti zákona a návaznost na tradice humanismu, demokracie a samosprávy. Preambule také neopomněla zmínit trpké zkušenosti z dob, kdy lidská práva a základní svobody byly potlačovány – období habsburského absolutismu či období nesvobody.
V roce 1995 dospěl ústavní soudce Vladimír Klokočka prostřednictvím gramatického výkladu k závěru, že preambule Listiny není součástí platného práva. Umístění dvojtečky až na konec preambule podle něj způsobilo, že je preambule pouze výkladem motivů, které Federální shromáždění k vlastnímu usnesení vedly. Klokočka však zůstal v tomto názoru osamocen.

### Hlava první: Obecná ustanovení
Zásady obsažené v úvodních článcích Listiny mají charakter základních ustanovení, která se vztahují na všechna základní práva a svobody zahrnuté do Listiny a jsou východiskem jejich výkladu. Porušení obecných ustanovení Listiny nelze napadat samostatně, je nutné vždy uvést konkrétní porušené právo a svobodu a tomu odpovídající ustanovení Listiny či mezinárodního dokumentu.
Článek 1 Listiny zdůrazňuje trvalost rovnosti v důstojnosti a právech. Základní práva jsou podle článku 1 nezadatelná, nezcizitelná, nepromlčitelná a nezrušitelná. Nezadatelnost znamená, že nikdo nemůže někomu zadat, postoupit či dát do zástavy svá práva, nezcizitelnost znamená, že subjekt nemůže převést, darovat či zřeknout se svých práv. Nezadatelnost a nezcizitelnost tak chrání jednotlivce proti němu samému, když ho omezují v dispozici s jeho právy. Pokud by tak jednotlivec učinil, pak by takové právní jednání bylo jen zdánlivé a nezpůsobilo by žádné právní následky. Nepromlčitelnost vyjadřuje, že jednotlivec nemůže neuplatněním práva o něj přijít a státní moc se takového neuplatnění nemůže dovolávat. Nezrušitelnost pak znamená, že státní moc může práva a svobody jen uznat či prohlásit, nikoliv však zrušit či prohlásit za neplatné.
Článek 2 Listiny proklamuje zásadu demokracie, vylučuje vázanost státu na výlučnou ideologii či vyznání a zdůrazňuje zásadu enumerativnosti veřejnoprávních pretenzí a zásadu legální licence. Základní náležitosti demokracie jsou vláda lidu, lidem a pro lid, vláda většiny, vláda na čas, vyloučení násilné vlády, právo na odpor a ochrana menšin. Zásada enumerativnosti veřejnoprávních pretenzí vyjadřuje, že veřejnou moc lze uplatňovat jen v případech, mezích a způsoby, které stanoví zákon. Zásada legální licence, jež je opakem zásady enumerativnosti veřejnoprávních pretenzí, vyjadřuje, že každý může činit vše, co zákon nezakazuje a naopak není povinen činit nic, co mu zákon neukládá.
V článku 3 Listiny je konkretizován obecný princip rovnosti uvedený v čl. 1. Garance v čl. 3 se vztahuje na všechna práva a svobody vymezené nejen v Listině, ale i v mezinárodních smlouvách o lidských právech a svobodách, které jsou součástí právního pořádku a mají aplikační přednost před zákonem. Tato ústavní garance je závazkem pro orgány veřejné moci. Článek 3 také přiznává právo rozhodovat o své národnosti. Článek zahrnuje také zásadu vylučující možné negativní dopady aplikace základních práv a svobod, když ochranu rozšiřuje i na další práva než ta, která požívají ústavní garanci.
V případě článku 4 odst. 1 Listiny se jedná o tzv. veřejnou subjektivní povinnost, která charakterizuje vztah právního státu a jednotlivce, bez níž nelze podat úplnou charakteristiku tohoto vztahu. Ustanovení stanovuje, že povinnosti mohou být ukládány toliko na základě zákona a v jeho mezích a jen při zachování základních práv a svobod. Tyto povinnosti je třeba chápat jako obdobu základních lidských práv a svobod. Jsou výslovně zakotvenými závazky vůči státu v podobě něco činit, něčeho se zdržet apod. Koncepce Listiny je založena na tom, že základní práva a svobody nemají v zásadě absolutní povahu a za stanovených podmínek je možné je omezit zákonem, je-li to v demokratické společnosti nezbytné z některého ze stanovených důvodů – nejčastěji bezpečnost státu, ochrana veřejného pořádku, ochrana práv a svobod druhých. Odstavce 2 až 4 článku 4 obsahují obecná dodatková pravidla pro stanovení mezí základních práv a svobod.

### Hlava druhá: Lidská práva a základní svobody

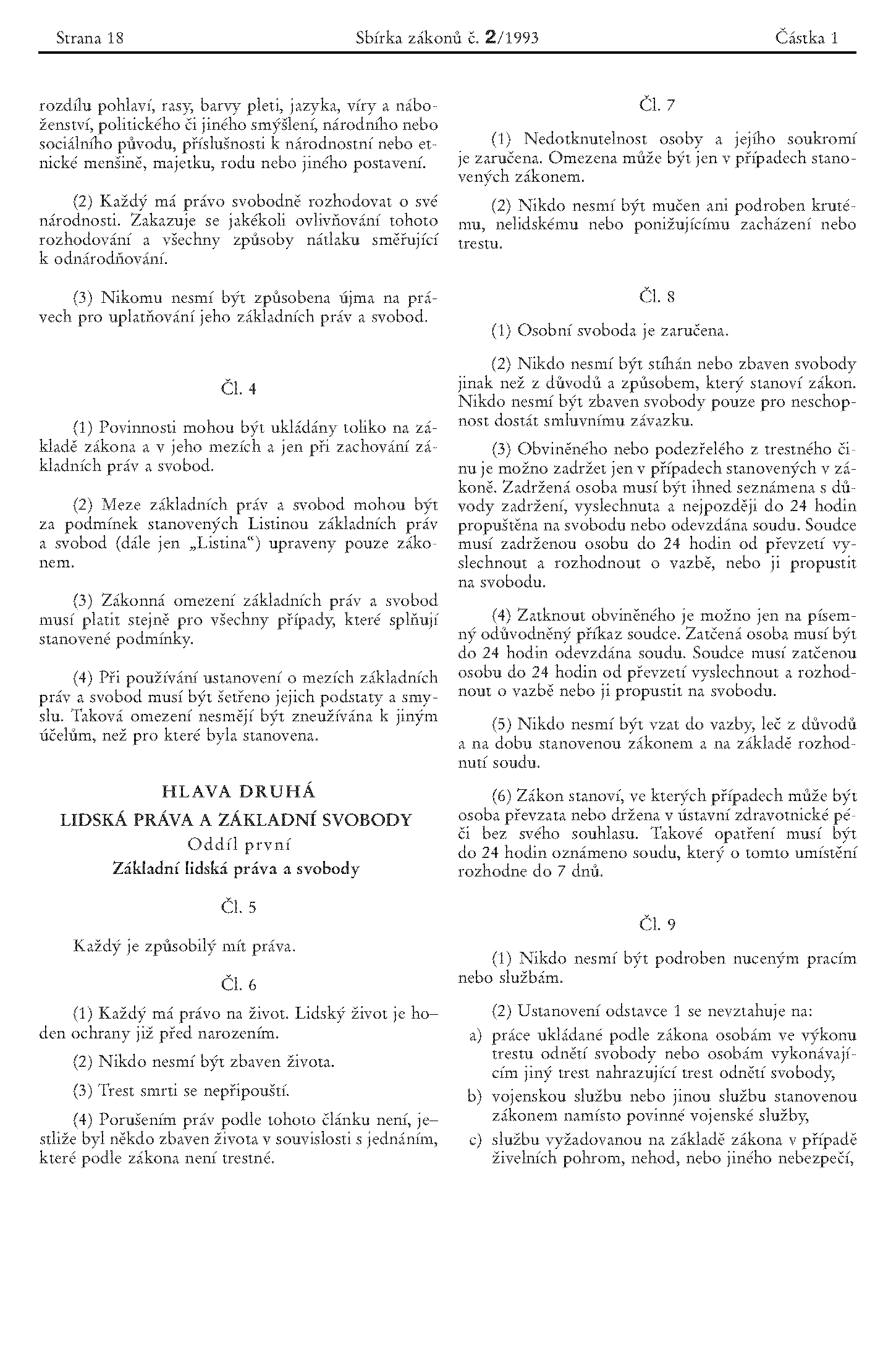
Listina ve Sbírce zákonů, druhá strana

Hlava druhá stanovuje katalog základních práv a svobod, která jsou v zásadě přímo uplatnitelná. Základní lidská práva a svobody, které vyjadřují místo jednotlivce v občanské společnosti a vytvářejí autonomní prostory pro jeho individuální rozhodování a rozvoj, se ústavodárce pokusil soustředit do čl. 5 až 16 Listiny.

#### Oddíl první: Základní lidská práva a svobody
Záruka právní subjektivity jednotlivce se nachází v článku 5 Listiny. Způsobilost mít práva lze omezit jen ústavním zákonem.
Článek 6 upravuje právo na život a zdraví, které je absolutním právem. Formulace článku patřila k nejspornějším otázkám přípravy Listiny, neboť k samotnému ustanovení v Listině jsou navázána další ustanovení, která čl. 6 činí kontroverzním. Problematická je zejména věta „Lidský život je hoden ochrany již před narozením.“ Během diskuse byl odmítnut návrh, aby byl plod chráněn od početí, a tak je konečné znění čl. 6 spíše kompromisem mezi přívrženci práva ženy přerušit těhotenství a zastánci rigidní právní ochrany plodu. Z ustanovení, které poskytuje výkladové pravidlo k přístupu k ochraně těhotné ženy a plodu, však není možné dovozovat zákaz umělého přerušení těhotenství. Článek 6 pak také stanovuje, že nikdo nesmí být zbaven života. Toto ustanovení však nezahrnuje případy umělého přerušení těhotenství, sebevraždy a dalších případů, kdy se jednání osob nepovažuje za trestné – nutná obrana, krajní nouze. Článek 6 také stanovuje na ústavní rovině nepřípustnost a nepřijatelnost trestu smrti. Trest smrti byl v Československu zrušen k 1. červenci 1990, podle právní úpravy od roku 1961 připadal absolutní trest v úvahu u 33 trestných činů, ovšem prakticky výlučně byl ukládán v případech vícenásobných či mimořádně brutálních vražd.
Článek 7 Listiny upravuje obecný princip ochrany lidské integrity. Nedotknutelnost směřuje proti zásahům ze strany veřejné moci i soukromých subjektů. Garantem nedotknutelnosti je stát. Čl. 7 odst. 2 pak obsahuje zvláštní případ nedotknutelnosti osoby; podle ustanovení nesmí být nikdo mučen ani podroben krutému, nelidskému nebo ponižujícímu zacházení nebo trestu. Tento zvláštní případ vylučuje za všech okolností výjimky či odchýlení.
V článku 8 odst. 1 Listiny je ústavně zaručeno základního právo na osobní svobodu. Zásada řádného zákonného procesu uvedená v čl. 8 odst. 2 Listiny spočívá v tom, že nikdo nemůže být stíhán jinak než ze zákonných důvodů a způsobem, který zákon stanoví. Procesní podmínky řízení vyjádřené příslušnou právní úpravou respektující ústavní úroveň jsou nepřekročitelnou hranicí vyjadřují snahu demokratické společnosti vykonávat řízení objektivně, spravedlivě a za stejných podmínek. Třetí odstavec článku výslovně uvádí časový limit zadržení a ústavněprávně vymezuje rámec pro navazující zákonnou úpravu – trestní řád a zákon o Policii České republiky. Odstavec 4 upravuje podmínky, které musejí být splněny v případě zatčení. Čl. 8 odst. 5 Listiny stanovuje hranice pro vzetí do vazby a je proveden trestním řádem (§ 67). Článek 8 Listiny zaručující osobní svobodu v odst. 6 závazně určuje, že pouze zákon stanoví, ve kterých případech může být osoba převzata nebo držena v ústavní zdravotnické péči bez svého souhlasu. Takové opatření musí být do 24 hodin oznámeno soudu, který o tomto umístění rozhodne do 7 dnů.
Článek 9 zakotvuje zásadu, že nikdo nesmí být podroben nuceným pracím nebo službám. Podmínky, kdy lze zásadu omezit, jsou uvedeny v odstavci 2.

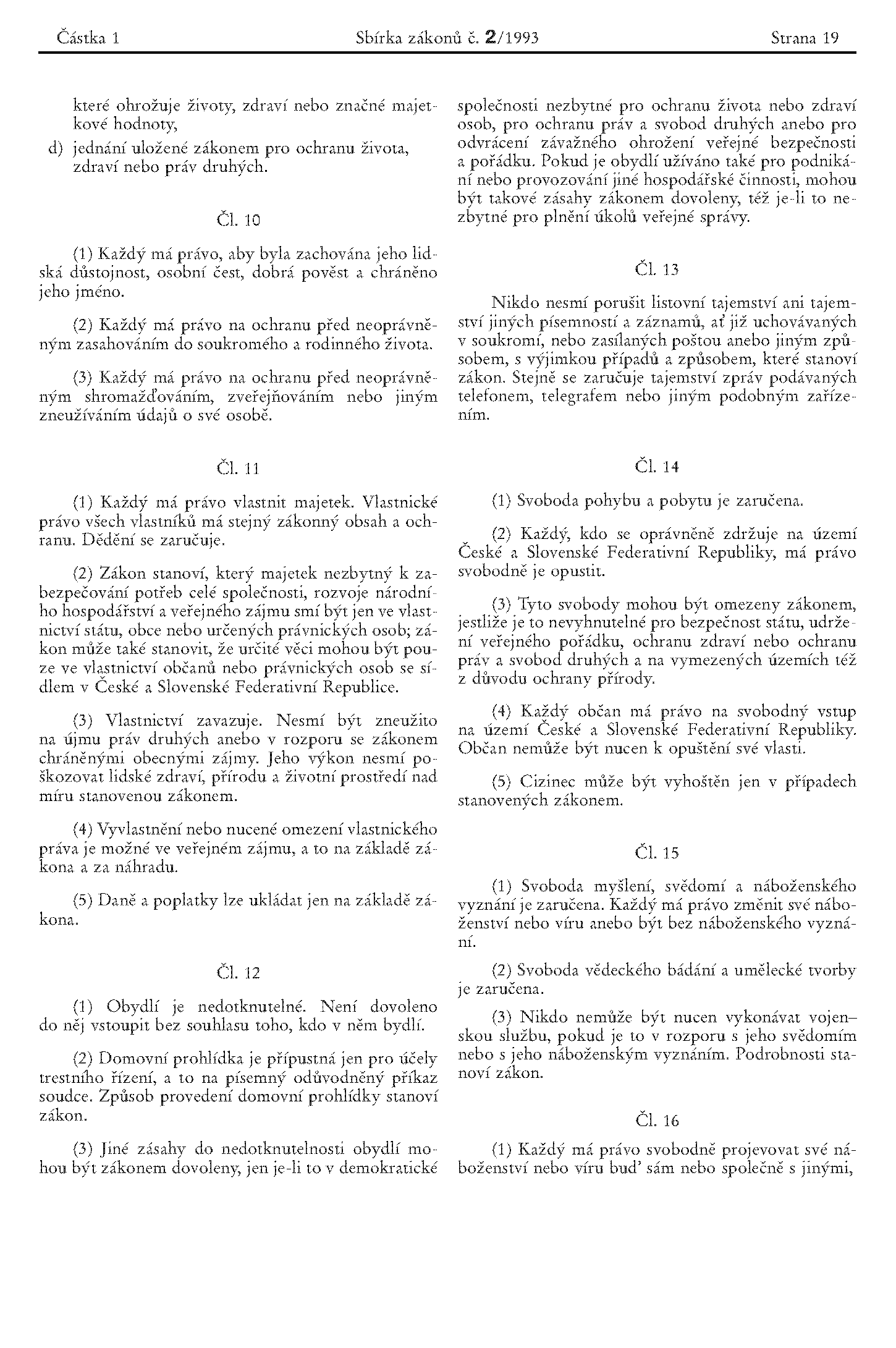
Listina ve Sbírce zákonů, třetí strana

Na základě článku 10 Listiny má každý právo, aby byla zachována jeho lidská důstojnost, osobní čest, dobrá pověst a chráněno jeho jméno. Čl. 10 odst. 2 Listiny garantuje ochranu každého před neoprávněným zasahováním do soukromého a rodinného života. Postup, který je zákonem dovolen, nelze za neoprávněný zásah považovat. Podle třetího odstavce má každý právo na ochranu před neoprávněným shromažďováním, zveřejňováním nebo jiným zneužíváním údajů o své osobě. Článek 10 představuje obsahové omezení čl. 17 odst. 2 Listiny, který ústavně zaručuje právo vyjadřovat své názory.
Ustanovení článku 11 odst. 1 Listiny zaručuje každému právo vlastnit majetek a přiznává vlastnickému právu všech vlastníků stejný zákonný obsah a ochranu. Listina však nestanoví, že by vlastnické právo bylo absolutně neomezené. K omezení může dojít z důvodů ochrany práv druhých a ochrany obecných zájmů, zejména lidského zdraví, přírody a životního prostředí, při tom však nesmí být vlastnické právo takto omezeno ve větší než přiměřené míře. Článek 11 zaručuje možnost dědění, což není příliš obvyklé. Tato konstrukce je však odpovědí na období komunistického politického monopolu, za něhož bylo navrhováno, aby bylo dědění jako nemravný způsob nabytí majetku bez vlastního přičinění omezeno či nepřipuštěno. Třetí odstavec označuje vlastnictví nejen za právo, ale také za povinnost a odpovědnost. Stát může vlastnické právo omezit nebo vůbec odejmout ve veřejném zájmu, a to na základě zákona a za úplatu. Pátý odstavec tvoří materiální základ fungování státu a veřejné moci, když určuje základní zásadu, že daně a poplatky lze ukládat jen na základě zákona. Svrchovanost zákonodárce při ukládání daní není neomezená.
Domovní svoboda jako ústavně zaručené právo plynoucí z článku 12 Listiny svou povahou a významem spadá mezi základní lidská práva a svobody, neboť spolu se svobodou osobní a dalšími ústavně zaručenými základními právy dotváří osobnostní sféru jedince, jehož individuální integritu, jako zcela nezbytnou podmínku důstojné existence jedince a rozvoje lidského života vůbec, je nutno respektovat a důsledně chránit. Jestliže ústavní pořádek České republiky připouští průlom této ochrany, děje se tak jen a pouze v zájmu ochrany demokratické společnosti jako takové, případně v zájmu ústavně zaručených základních práv a svobod jiných.
Článek 13 chrání listovní tajemství, tajemství jiných písemností a záznamů, tajemství zpráv podávaných prostřednictvím telefonu, telegrafu či jiným obdobným zařízením.
Podle článku 14 odst. 1 Listiny je svoboda pohybu a pobytu zaručena. Svobodou pohybu se rozumí oprávnění každého pohybovat se po území České republiky vymezeném jejími státními hranicemi a navštěvovat jednotlivá místa s výjimkou těch, pro která zákon ve smyslu ustanovení čl. 14 odst. 3 Listiny stanoví omezení. Svobodou pobytu se nepochybně rozumí (s výjimkou odstavce 3) oprávnění svobodně pobývat a usazovat se na kterémkoli místě v České republice. Ustanovení čl. 14 odst. 4 Listiny, které zakládá právo každého občana na svobodný vstup na území republiky a určuje, že občan nemůže být nucen k opuštění své vlasti, zcela jistě znemožňuje vyloučit českého občana ze společenství občanů České republiky jako demokratického státu, k němuž ho váže pouto státního občanství.
Článek 15 odst. 1 Listiny každému zaručuje svobodu myšlení, svědomí a náboženského vyznání včetně práva každého změnit své náboženství nebo víru, popřípadě být bez náboženského vyznání. Tato práva mají absolutní charakter v tom smyslu, že nikdo nemůže být podroben takovému opatření, jehož cílem je změna procesu a způsobu myšlení, nikoho nelze nutit, aby změnil svoje myšlení, náboženské vyznání nebo víru. Při jejich ochraně se jedná o respektování vnitřního rozměru těchto práv, který vylučuje jakýkoliv nátlak nebo ovlivňování myšlení, svědomí a náboženského vyznání. Tato práva v důsledku jejich absolutního charakteru není proto možné omezovat zákonem. Odstavec dva zakotvuje svobodu vědeckého bádání a umělecké tvorby, což je zvláštní forma svobody projevu. Odstavec třetí stanovuje, že nikdo nemůže být nucen vykonávat vojenskou službu, pokud je to v rozporu s jeho svědomím nebo vyznáním. Do roku 2004, odkdy již není branná povinnost realizována zejména prostřednictvím prezenční vojenské služby, bylo možné odmítnout výkon základní vojenské služby písemným odůvodněným prohlášením. Toto prohlášení nebylo nikým nijak přezkoumáváno co do správnosti a odůvodněnosti obsahu.
Principy čl. 15 jsou dále rozvedeny v článku 16 Listiny. Na rozdíl od svobody svědomí a náboženského vyznání, u níž Listina výslovně nestanoví žádné podmínky pro její omezení, lze svobodu výkonu náboženství nebo víry omezit zákonem z uvedených důvodů. Podle čl. 16 Listiny má každý právo svobodně projevovat své náboženství nebo víru sám nebo společně s jinými, soukromě nebo veřejně, bohoslužbou, vyučováním, náboženskými úkony nebo zachováváním obřadu. Článek 16 odst. 2 upravuje autonomii církví a náboženských společností.

#### Oddíl druhý: Politická práva

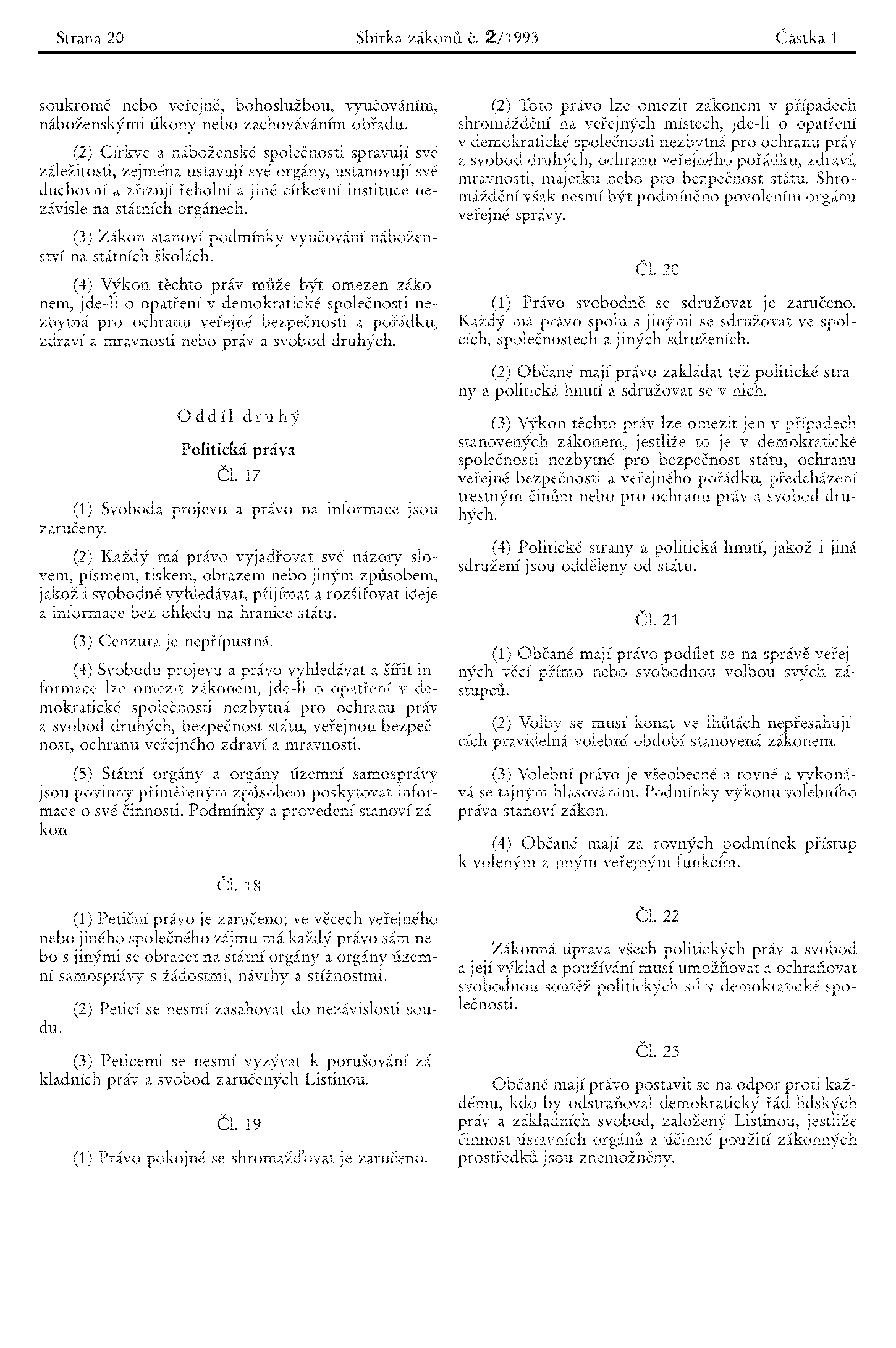
Listina ve Sbírce zákonů, čtvrtá strana

Zakotvení politických práv je výsledkem Velké francouzské revoluce (1789), v jednotlivých zemích i právních dokumentech se liší jejich označení a pojetí. Podstata politických práv v české Listině je soustředěna v čl. 17 a 22.
Článek 17 odst. 1 Listiny zakotvuje právo na svobodu projevu, která je jedním z úhelných kamenů demokratického státu. Článek garantuje základní politická práva, to znamená svobodu projevu, právo vyjadřovat své názory, jakož i svobodně vyhledávat, přijímat a rozšiřovat ideje a informace. Vybočí-li publikovaný názor z mezí v demokratické společnosti obecně uznávaných pravidel slušnosti, ocitá se mimo meze ústavní ochrany. Svoboda projevu souvisí také s realizací volebního práva.
Petiční právo je zaručeno článkem 18 Listiny. Petiční právo patří k nejstarším politickým právům. Článek stanovuje dvě meze petičního práva: zákaz zásahu do nezávislosti soudů a zákaz vyzývání k porušování základních práv a svobod zaručených Listinou.
Právo shromažďovací je upraveno ve článku 19 Listiny. Shromáždění je časově omezenou formou sdružení občanů, jejichž rozchodem zaniká. Právo v čl. 19 pak zahrnuje různé formy shromažďovací aktivity, od práva shromáždění organizovat až po právo se shromáždění účastnit. Ochrany podle Listiny požívají zásadně pokojná shromáždění bez ohledu na místo konání. Pokojná jsou shromáždění, jejichž účastníci jsou neozbrojeni a i taková shromáždění, jejichž účastníci prezentují názory, jež jsou z pohledu celé společnosti menšinové. Druhý odstavec čl. 19 v zásadě upravuje omezení. Povolení orgánů veřejné moci je kategoricky vyloučeno, zákon může zvolit pouze režim oznamovací. Konání shromáždění je zakázáno v okruhu sta metrů od budovy či místa, kde zasedá Parlament či Ústavní soud.
Článek 20 odst. 1 je obecnou normou sdružovacího práva. Zvláštní úprava je v případě politických stran (odst. 2), církví a náboženských společností (čl. 16 Listiny) a odborových organizací (čl. 27 Listiny). Listina zná několik typů sdružení: sdružení bez právní subjektivity, která může vytvořit každý a která nepodléhají registraci; spolky, společnosti a jiná sdružení mající právní subjektivitu a podléhající registraci; politické strany a hnutí vznikající v zásadě registrací a odborové organizace nepodléhají registračnímu, ale evidenčnímu principu. Třetí odstavec odkazuje na zákon upravující omezení výkonu práva sdružovacího a uvádí výčet hodnot, jejichž porušení je nutnou podmínkou omezení výkonu sdružovacího práva. Odstavec 4 článku obsahuje ústavní zásadu, že politické strany a politická hnutí jsou odděleny od státu a naopak je tak chráněna i autonomie a nezávislost politických stran na státu. Se článkem 20 úzce souvisí článek 22 Listiny, který směrem k úpravě politických práv stanovuje bezpodmínečnou ochranu svobodné soutěže politických sil.
Volební právo v článku 21 Listiny garantuje jednotlivci účast na politickém a veřejném životě. Předpokladem výkonu takového práva je samotná existence veřejné moci a její organizace, v níž je jednotlivci zajištěna participace. Právo je institucionalizováno v podobě voleb, volebních a hlasovacích procedur, v jejichž rámci je dán jednotlivci prostor, aby toto základní právo realizoval. Ve třetím odstavci čl. 21 je upraveno právo volit a být volen. Podle odstavce 4 mají občané za rovných podmínek přístup k voleným a jiným veřejným funkcím.
Právo na odpor, které se vztahuje na celý ústavní řád, je upraveno ve článku 23 Listiny. Právo na odpor je posledním zákonným prostředkem obrany demokracie. S ohledem na své zakotvení je toto právo spíše občanskou povinností. Uplatnění práva na odpor nepočítá s účastí státu, předpokladem je naopak rozklad státních struktur nebo jejich uchvácení antidemokratickými formacemi.

### Hlava třetí: Práva národnostních a etnických menšin

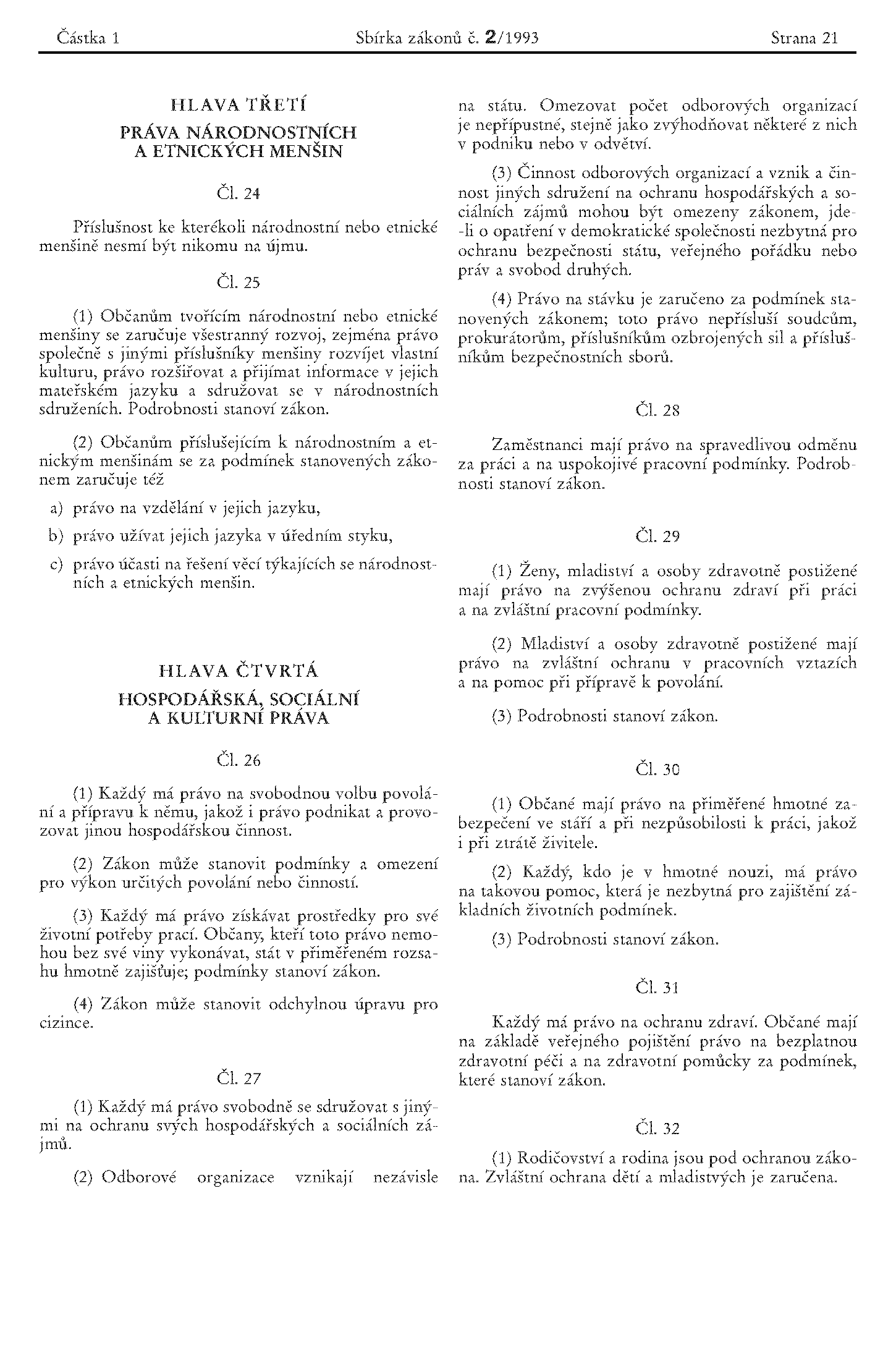
Listina ve Sbírce zákonů, pátá strana

Hlava třetí – čl. 24 a 25 Listiny – byla do Listiny zapracována s ohledem na existenci národnostních menšin v Československu. Článek 24 obsahuje základní antidiskriminační ustanovení českého ústavního pořádku. Práva dle článku 25 jsou podmíněna státním občanstvím České republiky a prokazatelným pobytem příslušníka národnostní menšiny na území republiky.
Zakotvení práv národnostních menšin v roce 1991 nebylo jednoduché. Poté, co nebyly přijaty návrhy maďarských poslanců, opustili společné zasedání obou komor Federálního shromáždění poslanci klubu Maďarského křesťanskodemokratického hnutí. Podle maďarských poslanců znění hlavy 3 Listiny neodpovídalo očekávání národnostních menšin a nezaručovalo jejich svobodný rozvoj v souladu s moderními evropskými normami.

### Hlava čtvrtá: Hospodářská, sociální a kulturní práva
Tato skupina práv (čl. 26 – 35) patřila k nejdiskutovanějším při přípravě Listiny, neboť vyžadují plnění ze strany státu. Poprvé se tento druh práv vyskytl ve francouzské ústavě z roku 1793.
Podle ustanovení článku 26 odst. 1 Listiny má každý právo podnikat a provozovat jinou hospodářskou činnost, přičemž dle čl. 26 odst. 2 Listiny podmínky a omezení pro výkon určitých povolání nebo činností může stanovit pouze zákon. Odstavec 3 upravuje právo na zaměstnání. Odstavec 4 umožňuje odchylnou úpravu pro cizince.
Koaliční právo (článek 27 odst. 1 až 3) se vymyká z ostatních práv upravených v hlavě čtvrté a jeho úprava vychází ze zásad jako u politických práv. Úprava odstavce 1 se vztahuje na sdružování zaměstnanců i zaměstnavatelů, zatímco odst. 2 se věnuje pouze odborovým organizacím a jejich vztahu ke státu. Pro odborové organizace se nepoužívá systém registrační, ale evidenční. Ministerstvu vnitra, které evidenci vede, nepřísluší zkoumat podání či návrh k evidenci odborové organizace odmítnout. Odstavec 4 zakládá na ústavní rovině právo na stávku. Listina odkazuje na zákon – jediným souvisejícím je však jen zákon o kolektivním vyjednávání, který ale upravuje stávku jen za předpokladu, že se strany ve sporech z uzavření kolektivní smlouvy nedohodly; možnost stávkovat za jiných podmínek je tak nutné dovozovat přímo z Listiny.
Článek 28 zakládá právo zaměstnance na spravedlivou odměnu a uspokojivé pracovní podmínky, čl. 29 Listiny pak zdůrazňuje ochranu žen, mladistvých a zdravotně postižených.
Právo na hmotné zabezpečení ve stáří, při nezpůsobilosti k práci a při ztrátě živitele je upraveno ve článku 30 Listiny. S ohledem na dikci tohoto ustanovení je možné Českou republiku vymezit jako sociální stát. Článek vymezuje dvě situace: situaci, kdy má občan právo na přiměřené hmotné zabezpečení, a situaci, kdy nejen občan potřebuje pomoc k zajištění základních životních podmínek.
Podle článku 31 Listiny má každý právo na ochranu zdraví a občané mají na základě veřejného pojištění právo na bezplatnou zdravotní péči a zdravotní pomůcky za podmínek, které stanoví zákon. Těchto práv je možno se domáhat pouze v mezích zákonů, které je provádějí. Zákon upravující práva plynoucí z čl. 31 Listiny nesmí mít diskriminační povahu, podmínky, za nichž je možno tato práva uplatňovat, jím musí být stanoveny tak, aby byl všem občanům zajištěn spravedlivý způsob přístupu ke zdravotní péči přiměřené kvality. Svérázně právo zakotvené v článku 31 vyložil Ústavní soud, když uvedl, že bezplatná zdravotní péče se vztahuje jen na sumu prostředků shromážděných a přerozdělovaných v rámci systému veřejného zdravotního pojištění.
Ústavněprávní základ ochrany rodiny a rodičovství je obsažen v článku 32 Listiny. První odstavec vytváří legislativní rámec pro právní ochranu rodiny, odstavec dva pak zaručuje zvláštní péči těhotným ženám. Třetí odstavec potvrzuje obecně platnou zásadu rovnosti a zakotvuje rovné postavení manželských i mimomanželských dětí. Článek 32 odst. 4 Listiny garantuje rodičům právo pečovat a vychovávat děti a naopak dětem zajišťuje právo na rodičovskou výchovu a péči. Odstavec pátý zakotvuje právo na státní pomoc a odstavec 6 odkazuje na zákon.
Článek 33 upravuje tři roviny práva na vzdělání. První rovina je konstrukce, že se právo na vzdělání poskytuje všem. Druhá, sociální, rovina je vyjádřena v čl. 33 odst. 2. Toto ustanovení přiznává občanům právo, které má nepodmíněnou povahu, na bezplatné základní a středoškolské vzdělání. Ačkoliv se v ustanovení hovoří i o bezplatném vzdělání na vysokých školách, nejde zde již o právo nepodmíněné povahy, neboť je naopak podmiňováno vedle schopností občana také možnostmi společnosti. Třetí rovinou je rovina institucionální, když čl. 33 obsahuje základní právo zřizovat nestátní (zejm. soukromé) školy (čl. 33 odst. 3). Zákonem lze stanovit podmínky, za kterých stát poskytuje občanům při studiu pomoc.
Právo k výsledkům tvůrčí duševní činnosti je upraveno v článku 34 odst. 1 Listiny. Odstavec druhý upravuje právo k přístupu ke kulturnímu bohatství.
Článek 35 Listiny zakotvuje právo na příznivé životní prostředí a včasné a úplné informace o stavu životního prostředí a přírodních zdrojů. Zde vyjmenovaná práva příslušejí pouze osobám fyzickým, jelikož se jedná o biologické organismy, které – na rozdíl od právnických osob – podléhají eventuálním negativním vlivům životního prostředí.

### Hlava pátá: Právo na soudní a jinou právní ochranu

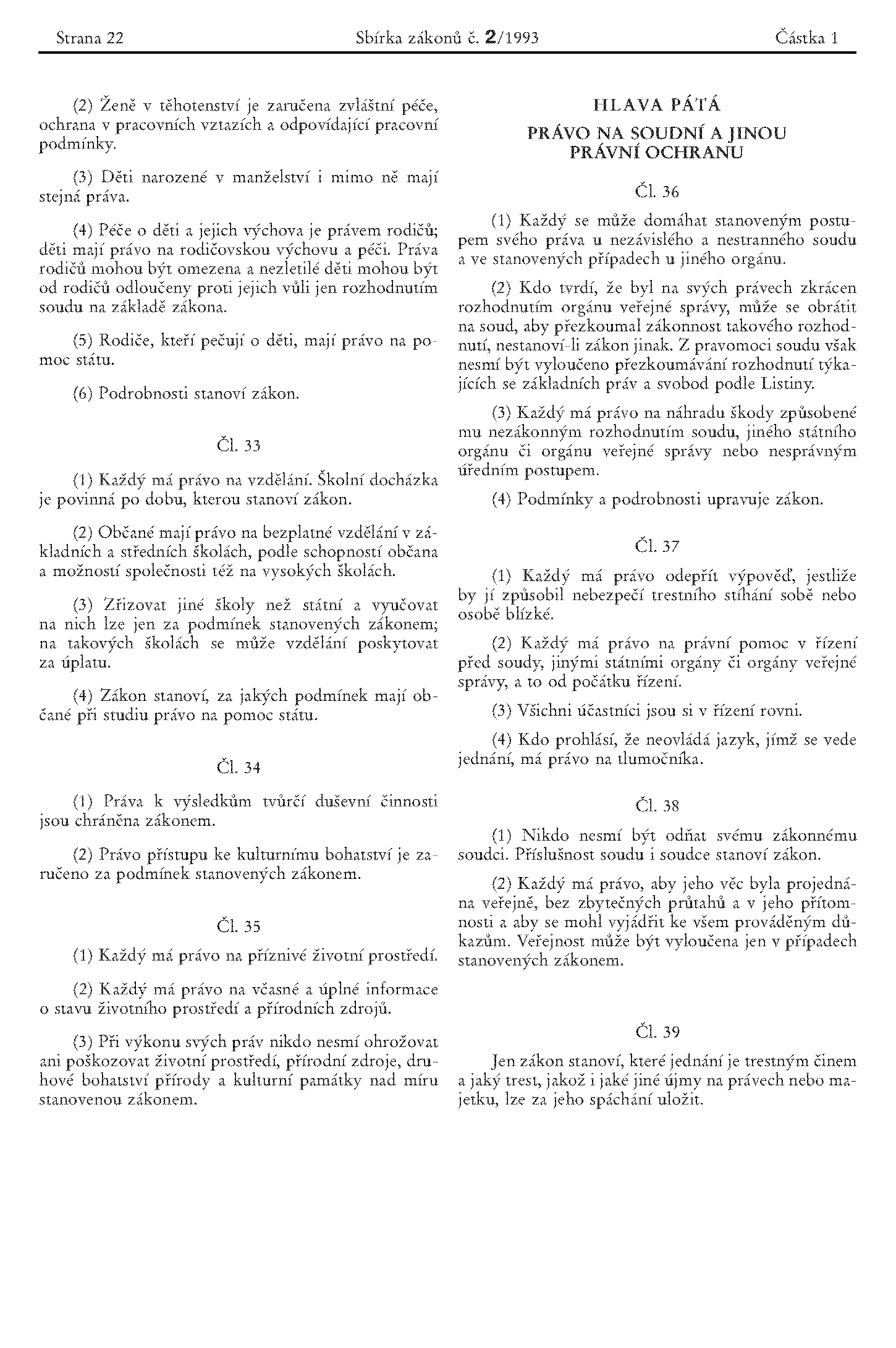
Listina ve Sbírce zákonů, šestá strana

Kořeny těchto práv jsou především v oblasti anglosaského práva. Základní zásady pro soudní řízení a zakotvující právo na spravedlivý proces lze objevit v dokumentech jako Magna charta libertatum (1215), Habeas Corpus Act (1679) či Bill of Rights (1689). Právo na soudní a jinou právní ochranu tvoří společně s úpravou obsaženou v hlavě čtvrté Ústavy a ustanoveními některých mezinárodních smluv základní složku pojetí právního státu v ústavním řádu.
Celková ochrana práv a oprávněných zájmů, základních práv a svobod je v obecné rovině upravena v článku 36 Listiny. Tento článek je základem práva na spravedlivý proces. Judikatura Ústavního soudu vytvořila doktrínu, podle níž je právo na spravedlivý proces komplexně tvořeno celou pátou hlavou Listiny, a zahrnuje tak princip nezávislosti a nestrannosti soudce, právo na zákonného soudce, právo na obhajobu, právo na přiměřenou dobu řízení, presumpci neviny, právo na tlumočníka, právo vyjadřovat se k důkazům a navrhovat je, zásadu rovnosti zbraní, zákaz retroaktivity, zásadu in dubio pro reo aj. Odstavec 2 článku 36 vytváří základ pro správní soudnictví. Třetí odstavec pak upravuje právo na náhradu škody způsobené nezákonným rozhodnutím nebo nesprávným úředním postupem. Jedná se o objektivní odpovědnost za škodu, kterou způsobil orgán státu nebo subjekt vykonávající státní správu.
Článek 37 odst. 1, který zakládá právo odepřít výpověď, pokud by vyvolala nebezpečí trestního stíhání tomu, kdo vypovídá, nebo osobě vypovídajícímu blízké, navazuje a rozvíjí čl. 36 odst. 1. Je zde založena ochrana vztahů mezi nejbližšími příbuznými a toto právo je výjimkou z obecné povinnosti svědčit. Odepřít výpověď je právo, nikoliv povinnost. Odstavec druhý zakotvuje právo na právní pomoc, kterou se rozumí kvalifikovaná právní služba. Článek 37 v odstavci 3 zakotvuje zásadu rovnosti účastníků (zásadu rovnosti zbraní) znamenající, že žádná ze stran nesmí být v podstatné nevýhodě vůči protistraně při přednesu své záležitosti a má mít stejné možnosti účasti, vyjádření i jednání. Čtvrtý odstavec zakládá právo na tlumočníka.
Zásada zákonného soudce je upravena v prvním odstavci článku 38 a nacházela se ve všech českých a československých ústavách s výjimkou ústavy z roku 1960. Princip má chránit před kabinetní a sekretariátní justicí. Princip vtělený do prvního odstavce má tvořit zábranu před účelovým manipulováním s jednotlivými právními věcmi a jeho základním atributem je zákonem zřízený soud. O zřízení soudu nemohou rozhodovat orgány moci výkonné a pravidla určující, který soud a soudce věc projedná a rozhodne, musejí být stanovena obecně předem zákonem. Zásada je rozvedena v zákoně o soudech a soudcích a projevuje se v úpravě otázky příslušnosti, obsazení soudu, přidělování věcí a zastupování podle rozvrhu práce a ve vyloučení soudce pro podjatost. Druhý odstavec článku 38 Listiny rozvíjí obecný princip práva na spravedlivý proces, když zakládá právo, aby byla věc projednána veřejně, bez zbytečných průtahů, v přítomnosti fyzické osoby a s možností jejího vlastního vyjádření ke všem prováděným důkazům. Výjimka ze zásady veřejnosti může být stanovena jen zákonem, ale samotné rozhodnutí musí být vyhlášeno veřejně vždy.
Ze článku 39 a článku 40 odst. 1 Listiny lze dovodit charakteristický znak moderního právního státu, podle kterého vymezení trestného činu, stíhání pachatele a jeho potrestání je věcí vztahu mezi státem a pachatelem trestného činu. Stát svými orgány rozhoduje podle pravidel trestního řízení o tom, zda byl trestný čin spáchán. Článek 39 Listiny zakotvuje ústavní princip legality trestního práva, když určuje, že jen zákon stanoví, které jednání je trestným činem. Pro tento princip se používá latinské označení nullum crimen, nulla poena sine lege (není trestného činu, není trestu bez zákona).
Článek 40 odst. 2 zakotvuje princip presumpce neviny. Třetí odstavec poté vyjadřuje některá procesní práva pro trestní řízení. Odstavec 4 článku 40 dává právo obžalovanému odepřít výpověď. Pátý odstavec upravuje zásady res iudicata (věc pravomocně rozhodnutá) a ne bis in idem (ne dvakrát o tomtéž). Překážka věci pravomocně rozhodnuté znamená závaznost a nezměnitelnost rozsudku. Zásada ne bis in idem je jednou ze základních zásad jakéhokoliv právního procesu, která zabezpečuje právní jistotu, neboť podle ní nesmí být ve věci jednou pravomocně rozhodnuté v zásadě rozhodováno podruhé. Výjimky z této zásady připadají v úvahu v případě zjištění závažných skutkových nebo právních vad, což se projevuje v možnosti mimořádných opravných prostředků.

### Hlava šestá: Ustanovení společná

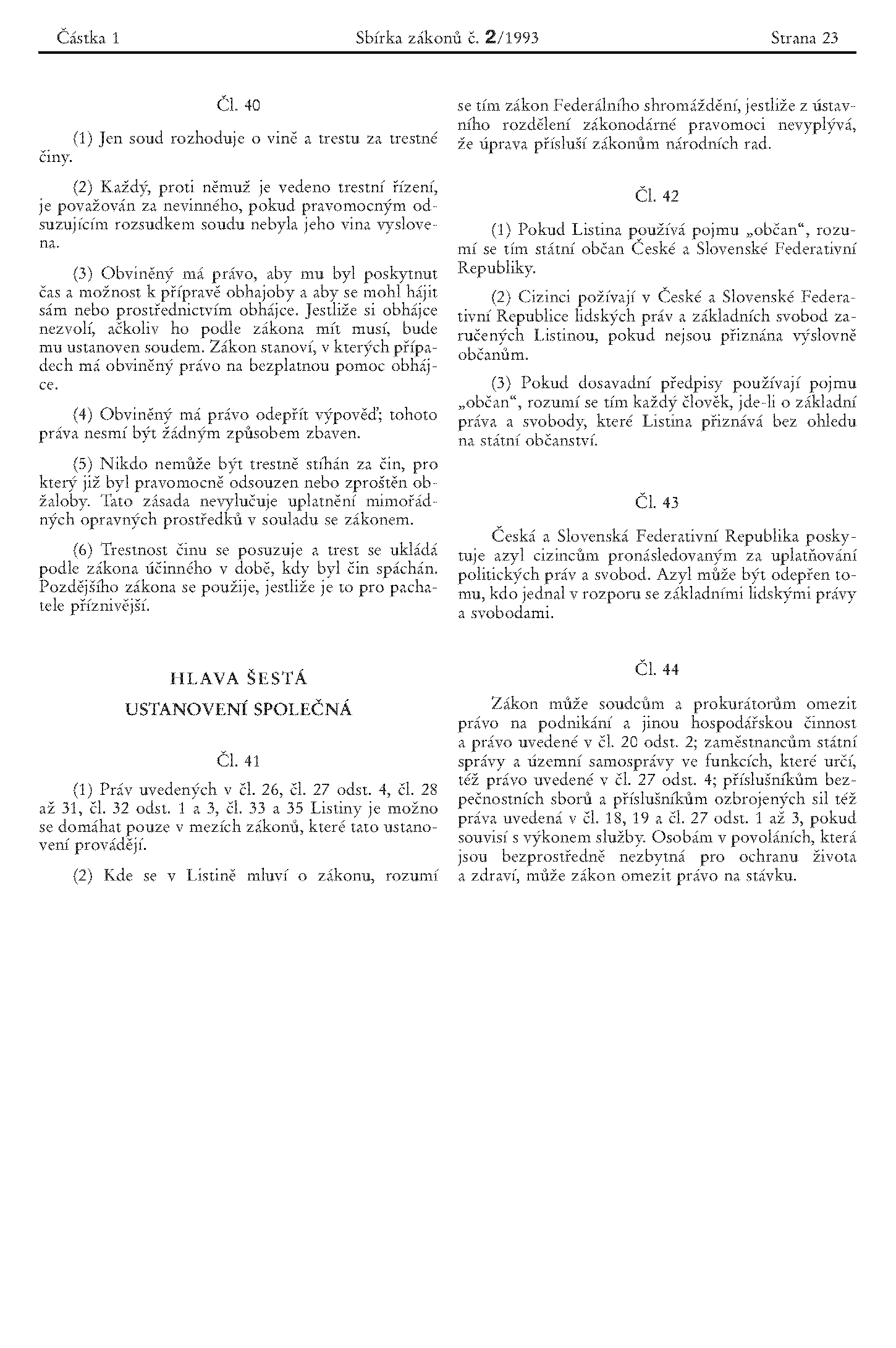
Listina ve Sbírce zákonů, sedmá strana

Článek 41 vyjmenovává ustanovení Listiny, která mohou, respektive musejí být konkretizována prováděcím předpisem: Návrh ve vztahu k právům, která lze podřadit pod předmětná ustanovení, je nutné posuzovat s ohledem na prováděcí zákon. Odstavec druhý upřesňoval pojem „zákon“ s ohledem na dualitní československé moci zákonodárné (federální a republikové).
Článek 42 v odstavci 1 vymezoval, co Listina rozumí pod pojmem občan. Ačkoliv hovoří o státním občanství České a Slovenské Federativní Republiky, je nutné ho v současnosti vztahovat ke státním občanům České republiky. Druhý odstavec je všeobecně antidiskriminační ustanovení, které zajišťuje cizincům v zemi rovnoprávnost práv a svobod tam, kde nejsou vázány na státní občanství. Odstavec třetí pak napříč právním řádem ode dne přijetí Listiny chápe v případě základních práva a svobod občana jako každého člověka, pokud práva a svobody nejsou Listinou vázány na státoobčanský statut jednotlivce.
Článek 43 zavazuje republiku poskytnout „azyl cizincům pronásledovaným za uplatňování politických práv a svobod. Azyl může být odepřen tomu, kdo jednal v rozporu se základními lidskými právy a svobodami.“ Každou žádost o udělení azylu je třeba posuzovat individuálně. Tvrdí-li žadatel, že opustil svou vlast pro odůvodněný strach z pronásledování z důvodu zastávání určitých politických názorů, je zapotřebí, aby byl schopen doložit, že vůbec nějaké politické názory má, že je schopen je formulovat a prezentovat a že se stává proto ve své domovské zemi nepohodlný vládním úřadům nebo jiným vlivným místům, je proto pronásledován a nebo lze takové pronásledování důvodně očekávat. Udělit azyl je možné z důvodu pronásledování, z účelem sloučení rodiny nebo v případě hodného zvláštního zřetele (humanitární azyl). Azyl nelze udělit pronásledovanému, u něhož je důvodné podezření, že se dopustil trestního činu proti míru, válečného trestného činu nebo trestného činu proti lidskosti dle mezinárodního práva nebo že se dopustil před podáním žádosti o udělení azylu vážného nepolitického trestného činu nebo je vinen činy, které jsou v rozporu se zásadami a cíli Organizace spojených národů.
Ustanovení článku 44 Listiny umožňuje omezit soudcům a státním zástupcům právo podnikat a sdružovat se v politických stranách; zaměstnancům státní správy a samosprávy ve funkcích vymezených zákonem též právo na stávku; příslušníkům bezpečnostních sborů a ozbrojených sil též právo petiční, shromažďovací a právo na účast v odborech, pokud souvisí s výkonem služby. „Osobám v povoláních, která jsou bezprostředně nezbytná pro ochranu života a zdraví, může zákon omezit právo na stávku.“